# Касьян Яків Якович
Яків Якович Касьян (листопад 1891, село Хитці Полтавської губернії, тепер Полтавської області — розстріляний 8 липня 1937, місто Харків) — радянський діяч, керуючий справами Ради народних комісарів Української СРР, голова виконавчого комітету Прилуцької окружної ради. Член ВУЦВК.

## Життєпис
З 1914 по 1917 рік служив у російській армії, учасник Першої світової війни.
Член Української комуністичної партії (боротьбистів) у 1919—1920 роках.
З 1919 по 1920 рік служив у Червоній армії.
Член РКП(б) з 1920 року.
На 1922 рік — голова товариства «Сільський господар» (Прилуки); на відповідальній роботі у виконавчому комітеті Полтавської губернської ради.
У 1923—1927 роках — голова виконавчого комітету Прилуцької окружної ради.
У січні 1927 — лютому 1932 року — керуючий справами Ради народних комісарів Української СРР.
У лютому 1932—1933 роках — начальник Управління водного господарства при РНК УСРР.
У 1933—1936 роках — голова Маріупольської міської ради Донецької області; директор Вовчанської машинно-тракторної станції (МТС) Харківської області.
З березня по грудень 1936 року — начальник відділу Харківського обласного земельного відділу.
21 грудня 1936 року заарештований органами НКВС. Засуджений до розстрілу, страчений 8 липня 1937 року. Посмертно реабілітований.